# Lamine Diack

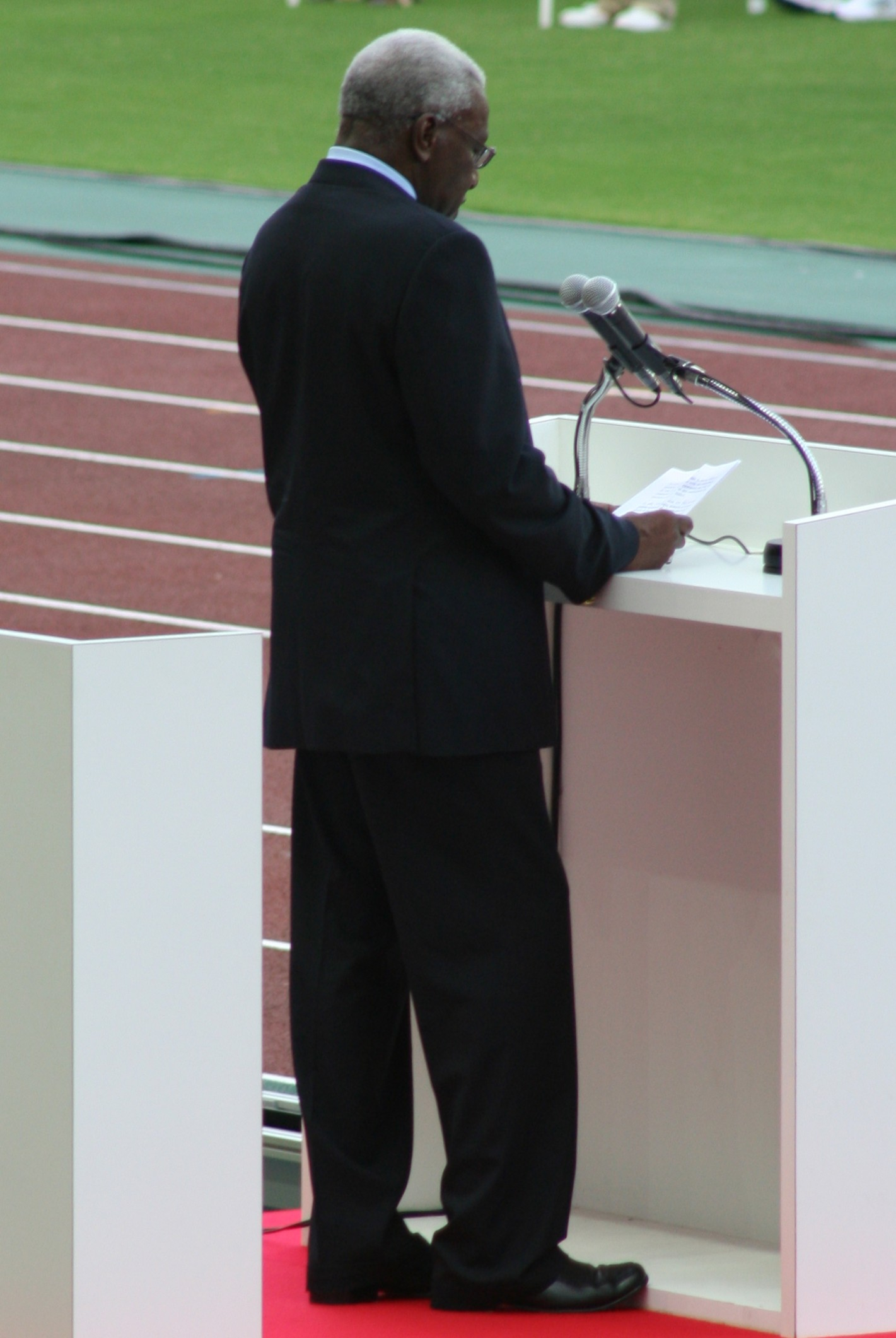
Lamine Diack în timpul ceremoniei de deschidere a Campionatului Mondial de Atletism de la Osaka din 2007

Lamine Diack (n. 7 iunie 1933, Dakar, Senegal – d. 3 decembrie 2021, Dakar, Senegal) a fost un atlet senegalez (săritor în lungime) și președinte al Asociației Internaționale de Atletism.

## Biografie
În 1958 a devenit campionul național al Franței la săritură în lungime. Între 1978 și 1980 el a fost primarul orașului Dakar. 1973-2003 Diack a fost președintele Asociației Africane de Atletism. Între 1999 și 2015 a fost președintele Asociației Internaționale de Atletism. În 2020 a fost condamnat în Franța la patru ani de închisoare, dintre care doi ani cu executare, și o amendă de 500.000 de euro pentru corupție și abuz de încredere.